# Fallston, North Carolina
Fallston är en kommun (town) i Cleveland County i North Carolina. Vid 2010 års folkräkning hade Fallston 607 invånare.